# Scatella fusca
Scatella fusca är en tvåvingeart som först beskrevs av Macquart 1835.  Scatella fusca ingår i släktet Scatella och familjen vattenflugor. Inga underarter finns listade i Catalogue of Life.